# Piper rivinoides
Piper rivinoides är en pepparväxtart som beskrevs av Carl Sigismund Kunth. Piper rivinoides ingår i släktet Piper och familjen pepparväxter. Utöver nominatformen finns också underarten P. r. magnolifolium.